# Ярмолинецька сільська рада
Ярмолинецька сільська рада — колишній орган місцевого самоврядування в Гайсинському районі Вінницької області з адміністративним центром у с. Ярмолинці.

## Населені пункти
Сільській раді підпорядковані населені пункти:
- с. Ярмолинці
- с. Басаличівка

## Склад ради
Рада складається з 16 депутатів та голови.

## Керівний склад сільської ради
| ПІБ                            | Основні відомості                                                                                  | Дата обрання | Дата звільнення |
| ------------------------------ | -------------------------------------------------------------------------------------------------- | ------------ | --------------- |
| Соловей Іван Іванович          | Сільський голова, 1966 року народження, освіта, безпартійний                                       | 26.03.2006   | 31.10.2010      |
| Ластівка Віталій Олександрович | Сільський голова, 1973 року народження, освіта вища, член Всеукраїнського об'єднання «Батьківщина» | 31.10.2010   | 2014            |
| Шуляк Оксана Петрівна          | Староста територіальної громади Безпартійна                                                        |              |                 |

Примітка: таблиця складена за даними джерела

## Історія
На 1 жовтня 1959 площа 2934 га, населення 2323 чоловік, 3 сільських населених пункта.